# Sozialistische Front
Bei der Sozialistischen Front (SF) handelte es sich um eine sozialdemokratische Widerstandsgruppe gegen den Nationalsozialismus im Großraum Hannover, die von 1933 bis zu ihrer Zerschlagung 1936 bestand. Sie war „unstrittig die größte Widerstandsorganisation im Reichsgebiet“.

## Aufbau
Die Sozialistische Front rekrutierte sich im Wesentlichen aus aktiven Basismitgliedern des linken Flügels der SPD, der SAJ und des Reichsbanners; mit ihren ca. 1000 Mitgliedern war sie eine der größten regionalen Widerstandsorganisationen. Die SF grenzte sich kritisch von der als zu wenig aktiv und zu angepasst empfundenen Politik der SPD ab.
Bereits im Herbst 1932 hatten etwa 250 Personen der späteren Widerstandsorganisation einen Lehrgang zur Vorbereitung auf „illegale“ politische Betätigung besucht.
Koordinator der SF war Werner Blumenberg, der 1936 in die Niederlande fliehen konnte. Über 300 Mitglieder der Gruppe, darunter Richard Partzsch und Wilhelm Bluhm, Leiter der Abteilung Linden-Nord, wurden verhaftet. 230 Mitglieder wurden in Prozessen, teilweise unter dem Vorwurf des Hochverrats, abgeurteilt.
Ein weiteres bekanntes Mitglied der SF war der spätere Bundesminister Egon Franke, der allerdings schon 1934 verhaftet wurde.
Ende 1934/Anfang 1935 leitete Wilhelm Hahn junior die Abteilung 1 der SF in Ricklingen.
Die Sozialistische Front gab von April 1933 bis August 1936 vom Stadtteil Hannover-Linden aus circa vierwöchentlich die Zeitung Sozialistische Blätter heraus.